# Litovel předměstí
Litovel předměstí – stacja kolejowa w Litovelu, w kraju ołomunieckim, w Czechach. Położona jest w południowej części miasta. Znajduje się na wysokości 235 m n.p.m.
Na stacji istnieje możliwość zakupu biletów na wszystkiego rodzaju pociągi oraz rezerwacji miejsc. 

## Linie kolejowe
- 273 Červenka - Senice na Hané - Prostějov
- 274 Litovel předměstí - Mladeč